# 일본학 저널
《일본학 저널》(The Journal of Japanese Studies)은 이중 블라인드 피어 리뷰 학술 저널로 일본에 관한 연구를 다룬다. 1974년에 설립된 이 저널의 핵심 사명은 인문학 및 사회과학을 아우르는 독창적이고 실증적인 학술 성과를 출판하는 것이다. 또한 이 저널은 서평과 〈관점(Perspective)〉 에세이를 통해 구체적인 비판적 주제와 최신 학술 연구에 대해 논평한다.
《일본학 저널》은 1년에 두 번(인쇄본과 온라인) 여름호와 겨울호로 발행된다. 사비나 프뤼스튁(Sabine Frühstück)과 모건 피텔카(Morgan Pitelka)가 공동으로 편집하며, 서평은 제사민 아벨 (Jessamyn R. Abel)이 편집한다.
일본학 학회(The Society of Japanese Studies)는 캘리포니아대학 출판부(University of California Press)를 통해 일본학 저널을 발행하고 있으며, 프로젝트 뮤즈(Project Muse)와 제이스토어(JSTOR) 데이터베이스에서도 온라인으로 이용이 가능하다.

## 그 외 일본학 저널들
- Japanese Cultural Studies
- Journal of Japanese Culture
- Journal of Japanese History
- Journal of Japanese Language and Culture
- Journal of Japanese Language Education Association
- Journal of Japanese Language and Literature
- Journal of Japanese Studies
- Journal of Japanese Thought
- Journal of Korean-Japanese Military and Culture
- Journal of the Society of Japanese Language and Literature, Japanology
- Korean Journal of Japanese Studies
- The Hallym Journal of Japanese Studies
- The Ilbon-Hak (Journal of Japanology)
- The Japanese Language Association of Korea
- The Japanese Language and Literature Association of Daehan 보관됨 2024-08-27 - 웨이백 머신
- The Japanese Language Literature Association of Korea
- The Japanese Modern Association of Korea
- The Journal of Japanese Studies
- The Journal of Korean-Japanese National Studies
- The Korea-Japan Historical Review
- The Korean-Japanese Journal of Economics and Management Studies
- The Korea Journal of Japanese Education
- The Korean Journal of Japanology